# امپاسینا مانینگوری
امپاسینا مانینگوری (به لاتین: Ampasina Maningory) یک سکونتگاه مسکونی در ماداگاسکار است که در آنالانجیروفو واقع شده‌است.

## خصوصیات
امپاسینا مانینگوری ۳۶٬۰۰۰ نفر جمعیت دارد و ۱۷ متر بالاتر از سطح دریا واقع شده‌است.